# Au (Fischen im Allgäu)
Au (mundartlich: Öu) ist ein Gemeindeteil der Gemeinde Fischen im Allgäu im bayerisch-schwäbischen Landkreis Oberallgäu.

## Geographie
Das Dorf liegt circa ein Kilometer östlich des Hauptorts Fischen. Westlich von Au fließt die Iller.

## Ortsname
Der Ortsname bedeutet wasserreiches oder von Wasser umgebenes Wiesenland.

## Geschichte
Au wurde erstmals urkundlich im Jahr 1350 als Ow erwähnt. Im Jahr 1451 kam erstmals die Unterscheidung von Ober- und Unterau auf, wobei Oberau der heutige Ortsteil Burgegg sein könnte. 1972 wurde Au von Schöllang nach Fischen umgemeindet.

### Badhaus
Das Bad in Au wurde erstmals 1537 erwähnt. 1563 wurden das Bad mit zwölf Zubern genannt. 1687 wird das Bad neu mit 17 Zimmern erbaut. 1740 errichtete der Badwirt einen Bildstock, der der Chor der heutigen Kapelle ist. Im Jahr 1767 wird das Badhaus durch Hochwasser der Iller zerstört.

## Baudenkmäler
Siehe: Liste der Baudenkmäler in Au